# Bartolomé de Góngora
Bartolomé de Góngora (Écija, c. 1578-Nueva España, 1657) fue un escritor y corregidor español del siglo XVII.

## Biografía
Hijo de Bartolomé Maestre y Catalina de Góngora, adoptó como más ilustre el apellido de su madre. En 1590 estaba estudiando en Sevilla, donde no avanzó mucho:
En mi infancia gramático torpe fui, teclista y músico... Dejando las letras por las armas serví en la milicia arrastrando una pica con un coselete grabado desde el año 1596, siendo mis generales Francisco Arias de Bobadilla y don Diego Pimentel, que después fue marqués de Gelves y virrey de México
Allí conoció y se hizo amigo del ya anciano poeta y dramaturgo Juan de la Cueva. El 26 de febrero de 1607 recibió licencia para pasar a Indias y en junio de 1608 fue en el mismo navío que el novelista Mateo Alemán a Nueva España; en otro de esta flota estaba también el dramaturgo Juan Ruiz de Alarcón. Fue corregidor de Atitalaquia y su partido. Tuvo un solo hijo, Fernando, nacido en 1610 y muerto en 1653 en la guerra de Filipinas. Compuso un tratado en cuatro libros sobre el gobierno de Indias, El corregidor sagaz... (1656), dedicado al Duque de Alburquerque, que no llegó a imprimirse sino en fecha moderna (1960). Es obra muy erudita, que contiene además algunos versos, anécdotas y noticias históricas. Refiere ahí haber escrito también otros títulos hoy perdidos: Elogios Seraphicos, impresa en 1652, no dice dónde; Selva de Apolo, La batalla de Hacinas y Templo de la inmortalidad (sobre el voto que el rey Ramiro hizo al apóstol Santiago). Asistió al traslado de los restos de Hernán Cortés a Tezcuco, lo que cuenta en Octava maravilla en verso heroico (1628), largo poema épico narrativo culto sobre Hernán Cortés escrito a instancias del nieto de este, el marqués don Pedro, del que solo dos hojas al parecer se han conservado, si bien su cuarto libro podría existir todavía en algún archivo.
La doctrina contenida en El corregidor sagaz ha sido resumida por Alfredo Moreno Cebrián en estos puntos:
1. Ajustarse a los mandamientos de Dios, "con que todo se tiene hecho".
2. Guardar y cumplir lo que el Rey mandaba por sus reales cédulas, síntesis de su voluntad.
3. Acatar los decretos, mandatos y órdenes de los virreyes "sin adiciones ni interpretar ninguna cosa más", sin posibilidad de cuestionarlas, por tratarse del lugarteniente del Rey.
4. Cultivar la buena fama y una cristiana reputación, que habría de adquirir y no perder nunca el buen corregidor.[4]

## Obras
- El Corregidor Sagaz avisos y documentos morales para los que lo fueren. Dedicado al Exmo. Señor don Francisco Fernández de la Cueva, Duque de Alburquerque... virrey de Nueva España... Por Bartolomé de Góngora, corregidor de Atitalaquia, y su partido, por el Rey, nuestro señor, 1656. Manuscrito. Hay ed. moderna de Guillermo Lohmann Villena con el título de El corregidor sagaz. Abisos [sic] y documentos morales, para los que lo fueren, Madrid, Sociedad de Bibliófilos Españoles, 1960 (pero impreso en Valencia: Tipografía Moderna).
- Octava maravilla en verso heroico. Contiene la antigüedad y conquista de Nueva España, 1628.
- Bartolomé de Góngora (escritor ecijano del siglo XVI) Varias cartas escritas en Ecija hablando del autor de El corregidor sagaz y varias notas y abusos, ed. de Manuel Ostos y Ostos, Sevilla, F. de P. Díaz, 1913.